# Arrhenatherum album
Arrhenatherum album là một loài thực vật có hoa trong họ Hòa thảo. Loài này được (Vahl) Clayton mô tả khoa học đầu tiên năm 1962.